# Lippenmos
Lippenmos (Chiloscyphus polyanthos) is een mossoort behorend tot de terpentijnmosfamilie (Lophocoleaceae). 

## Determinatie
De planten zijn uitgestrekt of opstijgend, tot ongeveer 8 cm lang, 3 mm breed en vormen groene tot zwartgroene gazons of groeien sporadisch. De bladeren zijn krom tot bijna in de lengte, duidelijk langs de stengel aflopend, vierkant tot rechthoekig afgerond, bovenaan afgerond of licht ingedeukt. 
De bladcellen zijn dofgroen, dunwandig, de celhoeken zijn niet of zeer licht verdikt. De celgrootte in het midden van het blad is ongeveer 25 bij 35 μm en er zijn één tot vijf olielichamen per cel. De onderbladeren zijn diep verdeeld in twee priemvormige tot draadvormige lobben.
De geslachtsverdeling is autoecious. Het komvormige bloemdek is bij de monding drielobbig, de lobben zijn geheel of licht getand. Wanneer de calyptra volledig ontwikkeld is, steekt deze meestal ver uit het bloemdek uit. Het aantal chromosomen is n = 9. Sporogonen komen veel voor. Broedlichamen ontbreken.

### Gelijkende soorten
Verwarring is mogelijk met gedrongen kantmos. Lippenmos is doorgaans donkergroen, gedrongen kantmos wat geliger maar het blijft verstandig in zulke gevallen de wortelblaadjes onder de binoculair te bekijken en het materiaal in een herbarium te bewaren. 

## Ecologie
Lippenmos groeit vooral in permanent natte plaatsen met een vrij constante waterlijn van mesotroof water, stromend of stilstaand zoals beekkanten en moerasbossen. Op de grens van nat en droog groeien de donkergroene matjes dan graag op licht rottend organisch materiaal zoals bladafval of op bijvoorbeeld elzenwortels. Lippenmos wordt behalve op de klei verspreid over het hele land gevonden. Toch moet je er meestal wat moeite voor doen om geschikte plekken voor deze soort te vinden. 

## Verspreiding
Lippenmos kent een subboreaal verspreidingsgebied. Er zijn afzettingen in Europa en Macaronesië, in de Kaukasus, in Turkije, in Siberië, in de Himalaya, in Japan, in Noord-Amerika, in Groenland en in Noord-Afrika.
In Oostenrijk komt de soort veel voor in het Boheemse Massief, wijdverspreid in de perifere gebieden van de Centrale Alpen, verspreid langs de Alpenhoofdkam en in de flysch-zone, en zeldzaam in de noordelijke en zuidelijke Alpen en de laaggelegen gebieden. Het leefgebied varieert van vlakke tot subalpiene hoogten.